# قاعده طلایی (فیلم)
«قاعده طلایی» (انگلیسی: Do Unto Others (film)) یک فیلم است که در سال ۱۹۱۵ منتشر شد.